# 格竹
格竹，是明朝思想家王守仁早年以竹子为例探究事物本源的思想事件，又称阳明格竹或守仁格竹，是王守仁心学思想体系建立过程中的重要事件，也在中国哲学史上有重要地位。

## 原委
事件见于王守仁学生钱德洪在《王文成公年谱》中的记载：
| 五年壬子，先生二十一岁，在越。 ……是年为宋儒格物之学。先生始侍龙山公于京师，遍求考亭遗书读之，一日思先儒谓“众物必有表里精粗，一草一木，皆涵至理。” 官署中多竹，即取竹格之，深思其理不得，遂遇疾；先生自委圣贤有分，乃随世就辞章之学。 |

王守仁早年系统学习了朱熹“格物致知”的学说，深受影响，一心想按照朱熹的方法探究事物的本源并成为朱熹所说的“圣贤”。王守仁之父王华大魁天下之后奉旨赴京师，王守仁随行。初到京师后和父亲一起居住并侍奉父亲。闲暇时间在京师遍求朱熹的著作来读。一天，忽然想到前辈儒家认为世间万物都有“表里”之分，“精粗”之分，一草一木，都包含“至理”（即最根本的道理），又见父亲官署中多栽种竹子，于是就拿竹子为例，探究它的“至理”。但王守仁苦思冥想七天七夜，没能想通竹子的“至理”，还染了风寒。王守仁于是认为成圣贤的人自有其天分，于是随当世士子的大流，学习辞章文学，以备科举考试。王守仁由此开始怀疑朱熹的学说，成为他建立心学的思想开端。
王守仁日后在他的《传习录》中追忆：
| 众人只说「格物」要依晦翁，何曾把他的说去用！我著实曾用来。初年与钱友同论做圣贤要格天下之物，如今安得这等大的力量：因指亭前竹子，令去看。钱子早夜去穷格竹子的道理，竭其心思至于三日，便致劳神成疾。当初说他这是精力不足， 某因自去格，早夜不得其理，到七日，亦以劳思致疾，遂相与叹圣贤是做不得的他大力量去格物了。及在夷中三年，颇见得此意思，方知天下之物本无可格者；其格物之功，只在身心上做；决然以圣人为人人可到，便自有担当了。这里意思，却要说与诸公知道。 |

王守仁追忆说，当年大家都流传朱熹的「格物」之学，凡要追究事物之理，就要遵循朱熹所说的一套。王守仁自己深受影响，并真的付诸实践。王守仁早年时与钱德洪一起切磋学问，二人都认为要做成儒家的“圣贤”，就得格尽天下之物，这是何等巨大的抱负与力量。于是王守仁就指着园内亭子前的竹子，让钱德洪去看。钱德洪一入夜就去穷究竹子的道理，竭尽心思想了三天三夜，就积劳成疾了。钱德洪当年说是自己精力不足。于是王守仁亲自去“格竹”，也是竭尽心思早晚想不到竹子的道理，到了第七天，也因劳思而得病，于是王、钱二人都慨叹，“圣人”是很难做成的。王守仁后来外放到贵州龙场荒蛮之地，举目无亲，生活困顿，整整三年，建立了心学体系，史称“龙场悟道”。王守仁认为，天下万物，其实没有哪个是可格的。“格物”只能在自己身心上下工夫。其实每个人都能成为圣人，即“满街都是圣人”，知道这一点，自己就有担当了，这就是王守仁“致良知”学说的发端。

## 后世评论
- “ 朱子格物何曾教人格竹，此亦《语録》之一病。”——清朝魏源《王文成公赞》中评
- “前明姚江王伯安 ，儒者之最有功业者也，格窗前一竿竹，七日病生。”——清末严复《救亡决论》中评
- “后来明代王阳明也攻击了朱子的格物方法。阳明说：‘众人只说格物要依晦翁，何曾把他的说去用。我着实曾用来。初年与钱友同论做圣贤要格天下之物，因指亭前竹子，令去格看。钱子早夜去穷格竹子的道理，竭其心思，至于三日，便致劳神成疾。当初他是精力不足，某因自去穷格，早夜不得其理，到七日亦以劳思致疾。遂相与叹，圣贤是做不得的，无他大力量去格物了！’王阳明这样挖苦朱子的方法，虽然太刻薄一点，其实是很切实的批评。”——民国胡适《问题与主义》中评[5]